# Celso (nome)
Celso  è un nome proprio di persona italiano maschile.

## Varianti
- Maschili
  - Alterati: Celsino[5]
- Femminili: Celsa[5][6]
  - Alterati: Celsina[5]

### Varianti in altre lingue
- Basco: Keltsa[7]
- Catalano: Cels[7]
- Francese: Celse
- Latino: Celsus[1][3][4][7]
- Polacco: Celzjusz
- Portoghese: Celso[3][4]
- Spagnolo: Celso[3][4][7]
- Ungherese: Kelszosz

## Origine e diffusione
Deriva dal cognomen romano Celsus, poi divenuto nome personale, basato sul vocabolo latino celsus, che significa "alto", "elevato", "eminente", "di nobili doti". Venne portato da un certo numero di santi dei primi secoli, il che permise al nome di essere ripreso in alcuni paesi cattolici in epoca medievale; in Italia è attestato principalmente nel Nord, specie in Emilia-Romagna, e sporadicamente anche nel Centro.

## Onomastico
L'onomastico si può festeggiare in memoria di più santi, alle date seguenti:
- 4 gennaio, san Celso, vescovo di Treviri[8]
- 9 gennaio, san Celso, figlio di santa Marcionilla, martire ad Antiochia sotto Diocleziano[8]
- 1º aprile, san Celso (o Cellach), vescovo di Armagh[8][9]
- 12 giugno, san Celso, martire venerato a Bologna[8]
- 20 luglio, san Celso, martire a Corinto[8]
- 28 luglio, san Celso, martire a Milano con san Nazario sotto Nerone[8][9]
- 21 novembre, san Celso, martire a Roma[8][9]

## Persone

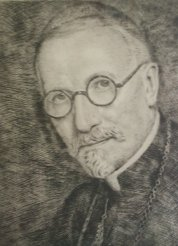
Celso Costantini

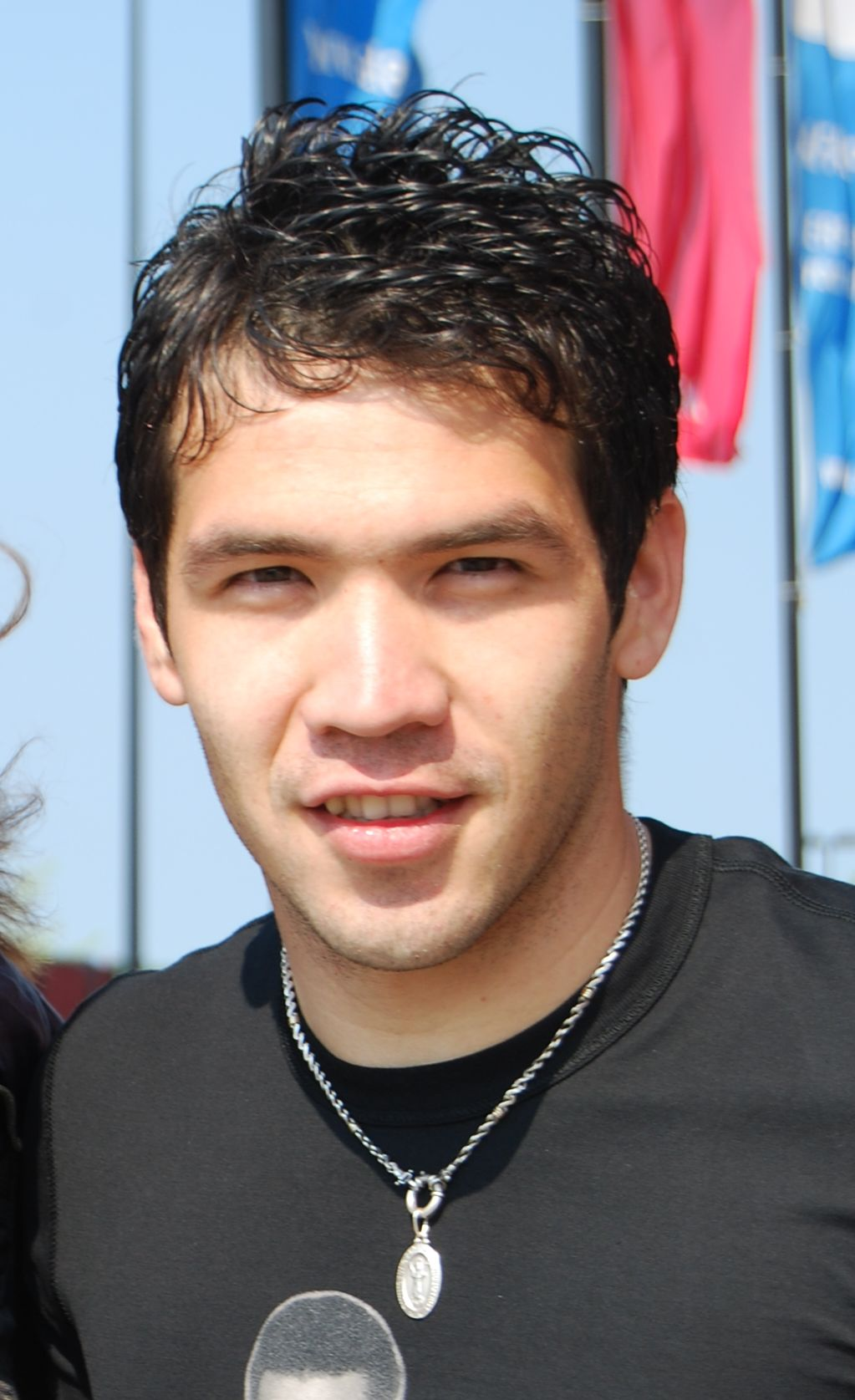
Celso Ortiz

- Celso, filosofo greco antico o romano
- Celso, usurpatore romano
- Celso Ayala, calciatore paraguaiano
- Celso Battaia, calciatore italiano
- Celso Borges, calciatore costaricano
- Celso Costantini, cardinale italiano
- Celso Esquivel, calciatore paraguaiano
- Celso Fonseca, cantante, compositore e chitarrista brasiliano
- Celso Guity, calciatore honduregno
- Celso Garrido Lecca, compositore peruviano
- Celso Martinengo, umanista e teologo italiano
- Celso Cesare Moreno, politico italiano
- Celso Morga Iruzubieta, arcivescovo cattolico spagnolo
- Celso Ortiz, calciatore paraguaiano
- Celso Otero, calciatore uruguaiano
- Celso Maria Poncini, militare e drammaturgo italiano
- Celso Posio, calciatore italiano
- Celso Ranieri, militare e aviatore italiano
- Celso Scarpini, cestista brasiliano
- Celso Strocchi, partigiano italiano
- Celso Torrelio Villa, politico e militare boliviano
- Celso Ulpiani, medico e agronomo italiano
- Celso Valli, produttore discografico, arrangiatore e tastierista italiano